# スパナウェー (ワシントン州)
スパナウェー（Spanaway）は、アメリカ合衆国ワシントン州ピアース郡の国勢調査指定地域である。人口は3万5476人（2020年）。

## 地理・気候
北緯47度5分52秒、西経122度25分26秒 (47.097887,-122.424016)に位置している。
アメリカ合衆国統計局によると、全面積22.6 km2 (8.7 mi2) である。このうち21.6 km2 (8.3 mi2) が陸地であり、1 km2 (0.4 mi2) (4.25%) が水地である。
- 湖:

## 人口
2000年の国勢調査では、人口21,588人、7,659世帯、5,280家族が住んでいる。人口密度は1,000.6/km2 (2,592/mi2) である。369.1/km2 (956.1/mi2) の平均的な密度に7,963軒の住宅が建っている。この都市の人種的な構成は白人71.13%、アフリカン・アメリカン9.11%、ネイティブ・アメリカン1.61%、アジア6.34%、太平洋諸島系2.12%、その他の人種2.15%、混血7.55%である。この人口の7.2%はヒスパニックまたはラテン系である。
全世帯のうち、18歳未満の子供と同居している世帯が40.4%、夫婦のみの世帯が57.1%、未婚女性の世帯が13.6%であり、24%は家族を持たない。個人名義の世帯主が18.2%、そのうち65歳以上が4.8%である。世帯ごとの平均人数は2.82人、家族ごとの平均人数は3.17人である。
18歳未満の未成年が30%、18歳以上24歳以下が8.4%、25歳以上44歳以下が32.7%、45歳以上64歳以下が21.5%、65歳以上が7.3%、平均年齢は33歳である。女性100人に対して男性は99.3人である。18歳以上の女性100人に対して男性は96.2人である。
この都市の世帯ごとの平均的な収入は46,210 USドルであり、家族ごとの平均的な収入は50,076 USドルである。男性は35,525 USドルに対して女性は26,758 USドルの平均的な収入がある。この都市の一人当たりの収入 (per capita income) は17,928 USドルである。人口の7.8%及び家族の10.8%は貧困線以下である。全人口のうち18歳未満の15.5%及び65歳以上の7.3%は貧困線以下の生活を送っている。

## 有名な住人
- ジェリー・カントレル, アリス・イン・チェインズのギタリスト
- リック・ストーリー, UFCファイター